# Кубенко Веніамін Дмитрович
Кубенко Веніамін Дмитрович (19 липня 1938, м. Фастів, Київська область) – український вчений-механік. Доктор фізико-математичних наук 1977), професор (1983), академік НАН України (2003), академік Європейської академії наук і мистецтв (2021). Заслужений діяч науки і техніки України (2009)

## Життєпис
Закінчив Київський університет(1960). Після того працював у Інституті математики АН УРСР; від 1962 – в Інституті механіки НАН України. З 1977 року – завідувач відділу теорії коливань, в той же час від 1986 – заступник директора з наукової роботи.

## Наукова діяльність
Досліджував динамічні процеси у механіці суцілього середовища. Займався теорією нестаціонарної гідропружності оболонок; ударною взаємодією твердих і деформованих тіл з середовищем; коливанням пружних оболонок з рідиною; рухом твердих і газоподібних частинок у рідині при вібрації; дифракцією пружних і акустичних хвиль у багатозв’язних середовищах; динамікою суперкавітаційного руху тіла в рідині.

## Нагороди
- Республіканська премія ім. М.Островського (1970).
- Державна премія УРСР у галузі науки і техніки 1986).
- Премія імені О. Динника НАН України (1998).
- Премія імені О. Антонова НАН України (2010).
- Премія імені С. Тимошенка НАН України (2021)

## Наукові праці
- Дифракция упругих волн (1978, співавторство).
- Нестационарное взаимодействие элементов конструкций со средой (1979).
- Проникание упругих оболочек в сжимаемую жидкость (1981).
- Методы расчета оболочек: В 5 томах. Том 5. Теория нестационарной аэрогидроупругости оболочек (1982, співавторство).
- Механика композитных материалов и конструкций» в 3 томах. Том 3.Механика элементов конструкций (1983, співавторство).
- Гидроупругость систем оболочек (1984, співавторство).
- Нелинейное взаимодействие изгибных форм колебаний цилиндрических оболочек (1984, співавторство).
- Пространственные задачи теории упругости и пластичности»: в 5 томах. Том 5. Динамика упругих тел (1986, співавторство).
- Динамика упругогазожидкостных систем при вибрационных воздействиях (1988, співавторство).
- Нелинейные колебания цилиндрических оболочек (1989, співавторство).
- Динамика тел, взаимодействующих со средой (1991, співавторство).
- Нелинейная динамика осесимметричных тел, несущих жидкость (1992, співавторство).
- Механика композитов: В 12 томах. Том 9. Динамика элементов конструкций (1999, співавторство).
- Успехи механики: В 6 томах. Том 3. Динамика систем оболочек, взаимодействующих с жидкостью (2007, співавторство).
- Impact interaction of cylindrical body with a surface o cavity during supercavitation motion in compressible liquid // J. Fluids and Structures (2009, Vol. 25, співавторство).